# El tiempo (álbum)
El tiempo es el segundo álbum de estudio del cantante mexicano Benny Ibarra. Fue grabado y publicado en 1994 por Warner Music México. Es hasta el momento, su disco más exitoso y vendido, pues se encuentran sus éxitos más importantes y recordados «Sin ti», «Mía» y el más destacado de todos: « Cielo». Obtuvo un disco de platino por 150 000 copias vendidas en México.

## Lista de canciones[2]
| #  | Canción             | Autor (es)                              | Duración |
| -- | ------------------- | --------------------------------------- | -------- |
| 1  | Sin ti              | Memo Mendez Guiu                        | 5:34     |
| 2  | No me va tan mal    | Benny, Memo Méndez Guiu                 | 3:20     |
| 3  | Mía                 | Paulyna Carraz, Memo Méndez Guiu        | 3:25     |
| 4  | Me das miedo        | Benny, Memo Méndez Guiu                 | 2:57     |
| 5  | Cielo               | Paulyna Carraz, Benny, Memo Méndez Guiu | 3:33     |
| 6  | Nuevo amanecer      | Benny, Memo Méndez Guiu                 | 4:20     |
| 7  | Canción de luna     | Benny, Anahí Van Zendwegue              | 4:21     |
| 8  | Como un ángel       | Paulyna Carraz, Memo Méndez Guiu        | 5:10     |
| 9  | Yo me enamore de ti | Benny, Memo Méndez Guiu                 | 3:07     |
| 10 | Tu rosa             | Anahí Van Zendwegue, Memo Méndez Guiu   | 5:14     |
| 11 | Estoy               | Paulyna Carraz, Memo Méndez Guiu        | 3:49     |
| 12 | El tiempo           | Benny, Memo Méndez Guiu                 | 5:46     |

## Posicionamiento en listas
| Publicación | País   | Premio                                                    | Año  | Puesto |
| ----------- | ------ | --------------------------------------------------------- | ---- | ------ |
| Switch      | México | Los 50 mejores discos de rock y pop mexicano según Switch | 2000 | 6      |